# Cleome iberidella
Cleome iberidella là một loài thực vật có hoa trong họ Màng màng. Loài này được Welw. ex Oliv. mô tả khoa học đầu tiên năm 1868.